# مقاطعة روسل (كانساس)
مقاطعة روسل (بالإنجليزية: Russell County)‏ هي إحدى المقاطعات في ولاية كانساس، الولايات المتحدة الأمريكية.